# 希爾曼 (明尼蘇達州)
希爾曼（英語：Hillman）是一個位於美國明尼蘇達州莫里森縣的城市。

## 歷史
希爾曼於1908年7月成立，得名自附近同名的溪。希爾曼的郵局於1913年設立，其後於1994年停運。

## 人口
根據2020年美國人口普查的數據，希爾曼的面積為1.61平方千米，皆為陸地。當地共有人口23人，而人口密度為每平方千米14人。